# Cinane
Cinane foi uma irmã de Alexandre, o Grande. Era filha de Filipe II da Macedónia e Eurídice, e foi casada com Amintas IV, filho de Pérdicas III. Amintas foi morto por Alexandre, seu primo, imediatamente antes de sua campanha na Ásia.
Quando Alexandre estava retornando de sua campanha contra Sirmo, rei dos tribálios e os getas que viviam além do Rio Ister, soube da revolta de Clito, filho de Bárdilis, e que Gláucias, rei dos taulâncios, tinha se unido a ele. Além disso, ele soube que os autariacianos pretendiam atacá-lo no caminho. Langaro, rei dos agriânios, que havia sido um amigo de Alexandre durante o reinado de Filipe II, ao saber que Alexandre estava querendo saber a força dos autariacianos, disse para Alexandre não se preocupar com eles, porque eles não eram um povo guerreiro, e ele mesmo cuidaria deles. Assim foi feito, Langano derrotou os autariacianos, e Alexandre ficou tão agradecido que prometeu a Langano o prêmio mais valioso que ele podia: a mão de sua irmã Cinane. Porém Langano ficou doente e morreu quando voltava para casa.
Após a morte de Alexandre, quando Pérdicas era o regente do império de Alexandre [carece de fontes?] e planejava se casar com Niceia, filha de Antípatro, ou com Cleópatra, filha de Olímpia, Cinane trouxe sua filha Ádea, mais tarde chamada Eurídice, para que ela se casasse com Filipe Arrideu, mas Pérdicas e seu irmão Alcetas assassinaram Cinane, poucos dias após o casamento de Pérdicas com Niceia.
Houve tanta indignação na Macedônia pela morte de Cinane que o casamento acabou sendo feito, inclusive com a influência de Pérdicas. O assassinato de Cinane serviu para Antígono Monoftalmo, refugiado na Macedônia, junto de Antípatro e Crátero, revoltarem-se contra Pérdicas.